# Fort Johnson South
Fort Johnson South  est une census-designated place de la paroisse de Vernon en Louisiane, aux États-Unis.